# Geranomyia rostrata
Geranomyia rostrata är en tvåvingeart som först beskrevs av Thomas Say 1823.  Geranomyia rostrata ingår i släktet Geranomyia och familjen småharkrankar. Inga underarter finns listade i Catalogue of Life.